# Rydsberg
Rydsberg är en småort i Sorunda socken i Nynäshamns kommun i Stockholms län. Rydsberg ligger i den norra delen av kommunen.